# Kirche Zweenfurth

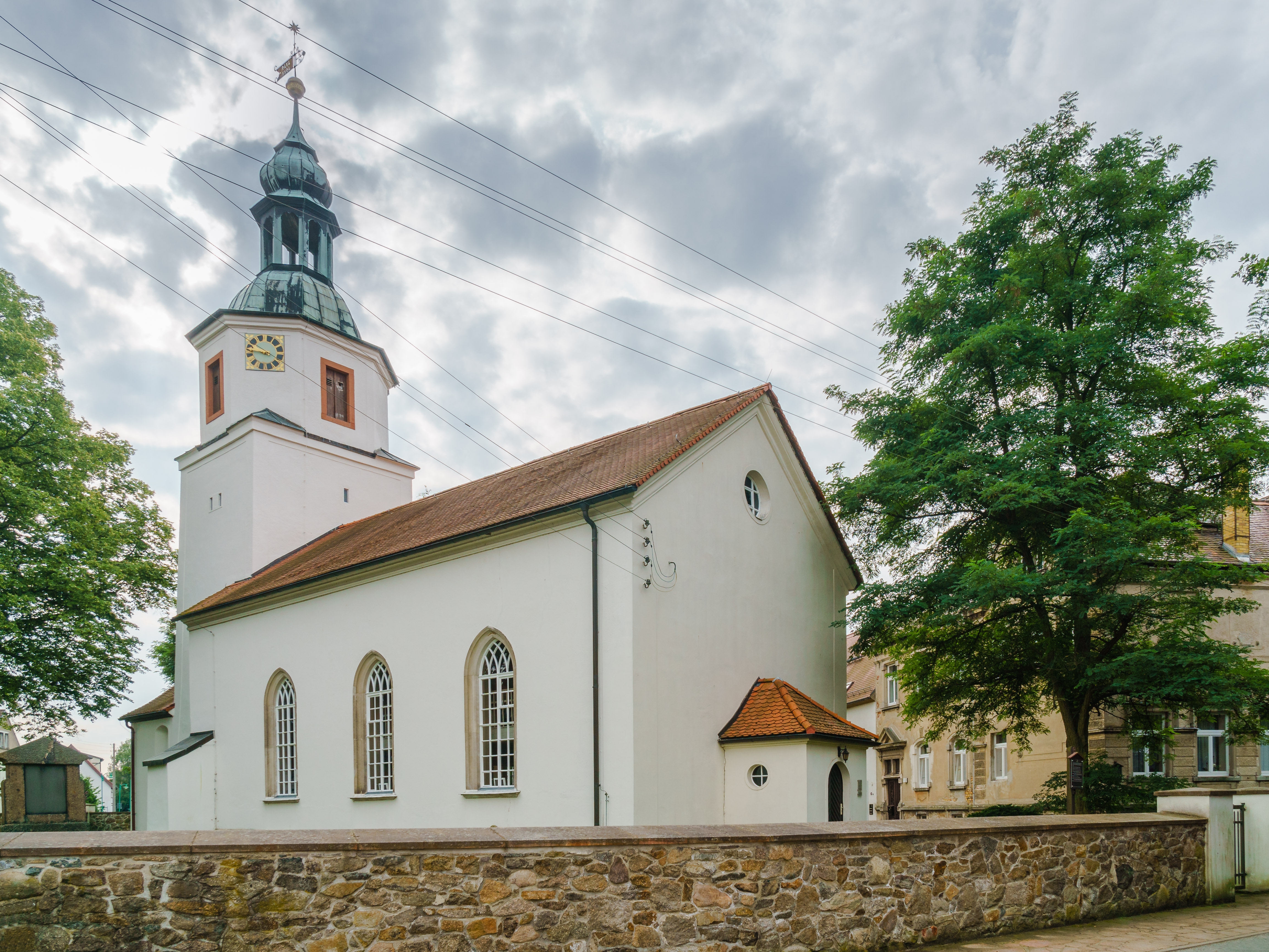
Kirche zu Zweenfurth

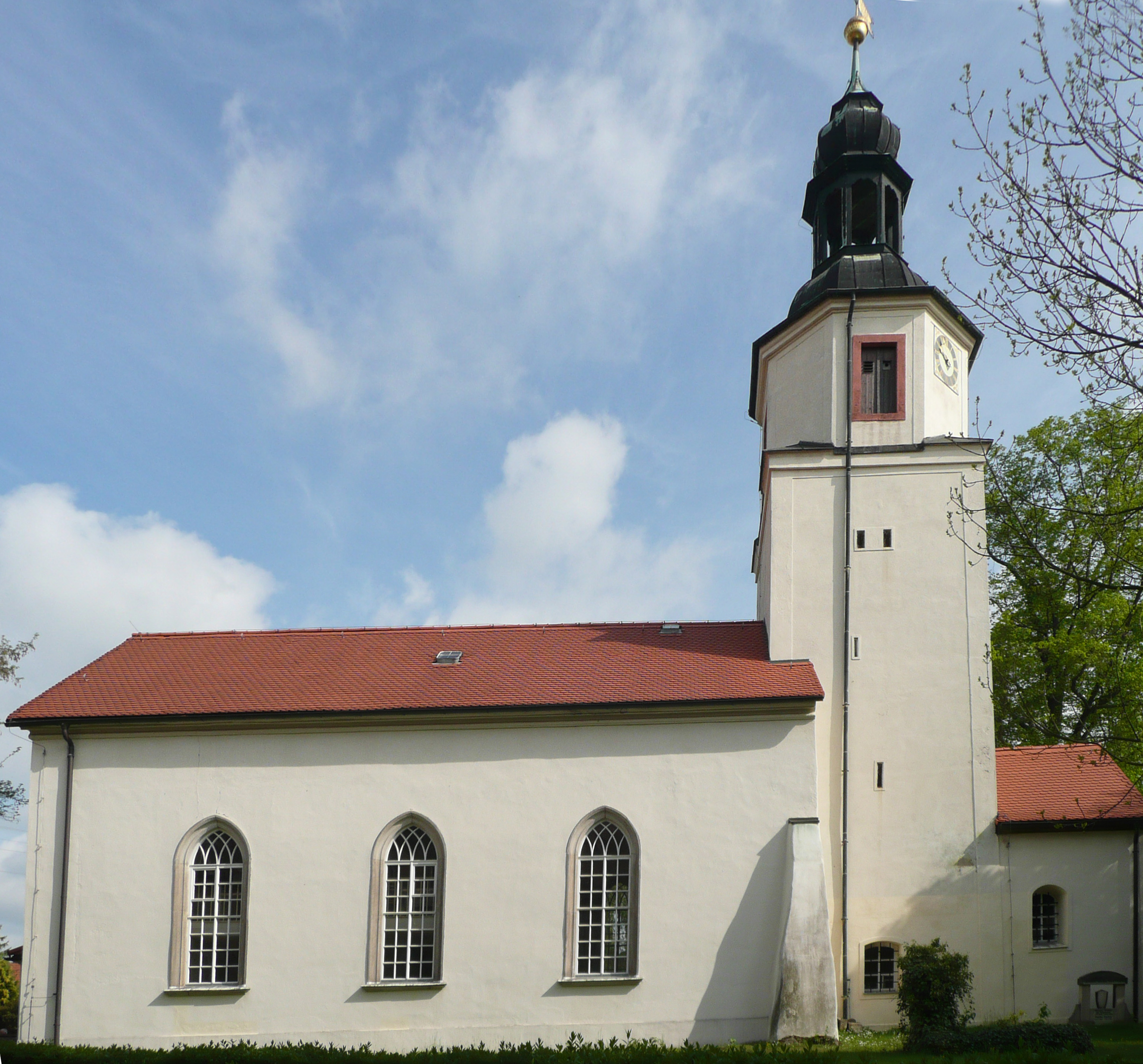
Seitenansicht

Die Kirche zu Zweenfurth ist ein Sakralbau der Evangelisch-Lutherischen Landeskirche Sachsens in Zweenfurth im sächsischen Landkreis Leipzig.

## Geschichte

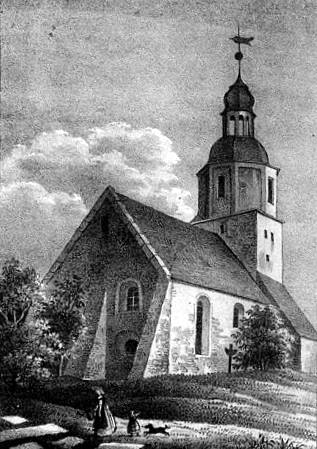
Kirche Zweenfurth vor 1844

Die Kirche Zweenfurth ist eine ursprünglich romanische Chorturmkirche. Die Rundbögen und Rundbogenfenster im Altarraum verweisen auf die Errichtung um 1200. Sie bildet mit dem benachbarten Kantorat eine bauliche Einheit. Bei einem Brand im Jahr 1753 wurde die Kirche stark beschädigt – vermutlich erfolgte zu dieser Zeit auch die Barockisierung im Baustil (siehe achteckige Umgestaltung der Turmspitze). Im Jahr 1844 wurde das Kirchenschiff im klassizistischen Stil neu errichtet. Seit 1957 gehört die Kirche zur Kirchgemeinde Borsdorf. 1992 wurde sie saniert. Ende 2021 fand eine Erneuerung des Hauptdaches statt.

## Orgel
Im Jahr 1844 wurde die von Orgelbaumeister Christian Carl David Beyer aus Großzschocher gefertigte Orgel geweiht. Das Instrument mit Stimmtonhöhe von 442 Hz hat ein Manual und Pedal. 2006 erfolgte die Generalüberholung, ausgeführt von Orgelbauer Johannes Lindner aus Radebeul. Spieltraktur und Registertraktur sind mechanisch, bei den Windladen handelt es sich um Schleifladen.
Die Orgel hat gegenwärtig (Stand 2019) folgende Disposition:
| Manual C–c3 |                     |        |
| 0           | Bordun              | 16′    |
| 0           | Principal           | 08′    |
| 0           | Bordun              | 08′    |
| 0           | Flöte               | 08′    |
| 0           | Viola di Gamba      | 08′    |
| 0           | Octave              | 04′    |
| 0           | Rohrflöte           | 04′    |
| 0           | Nassat              | 02 ⁄3′ |
| 0           | Octave              | 02′    |
| 0           | Cornett III (ab c1) | 02 ⁄3′ |
| 0           | Mixtur III          | 01 ⁄3′ |

| Pedal C–c1 |           |     |
| 0          | Subbass   | 16′ |
| 0          | Octavbass | 08′ |

## Geläut
Das Geläut besteht aus einer Bronze-Glocke aus dem Jahr 1452 mit dem Schlagton h´ +/-0 (Gießer Butendijk aus Utrecht; unterer Durchmesser 780 mm, Gewicht 280 kg) und zwei weiteren Glocken (Einzelheiten unbekannt), das seit 2005 in einem Holzglockenstuhl zuhause ist. Die Glocke trägt die Inschrift: „Ich ward gemacht, als der römische Ablaß in Holland war. Butendik hat die erzene Glocke gegossen 1452“. Wahrscheinlich brachten flämische Siedler die Glocke mit.

## Kirchgemeinde
Die Kirche Zweenfurth und die Kirche Borsdorf sind eine Kirchgemeinde, ebenso die Kirche Gerichshain und die Kirche Althen. Diese beiden Kirchgemeinden sowie die Kirchgemeinde Panitzsch bilden einen Schwesternkirchverbund. Pfarrer der drei Kirchgemeinden ist Thomas Enge aus Borsdorf.